# Luha
Die Luha (deutsch Großer Bach, auch Mühlbach) ist ein rechter Nebenfluss der Oder in Tschechien.

## Geographie
Die Luha entspringt im Süden der Oderberge, ihre Quelle befindet sich westlich von Dobešov am Westhang der Varta (Heinrichswalder Berg, 590 m). Entlang ihres nach Südosten in die Mährische Pforte führenden Laufes liegen die Ortschaften Na Čardě, Jindřichov, Pod Dědinou, Nejdek und Bělotín. Bei Bělotín wird der Fluss nacheinander von der Autobahn D 1, der Bahnstrecke Břeclav–Petrovice u Karviné und der Schnellstraße R 48 überbrückt. Zudem speist er hier die beiden Teiche Horní Bělotín und Dolní Bělotín. Nachfolgend führt der Lauf der Luha durch Polom, wo sie in den Teichen Horní Polom, Dolní Polom und Heřmanický rybník gestaut wird. Zwischen Blahutovice und Dub ändert der Fluss seine Richtung nach Norden. Oberhalb von Polouvsí speist er mit dem Horní rybník und Dolní rybník zwei weitere Teiche. Entlang des Unterlaufes der Luha erstrecken sich die Dörfer Polouvsí und Jeseník nad Odrou. Am nordöstlichen Ortsausgang von Jeseník nad Odrou mündet die Luha nach 29,2 Kilometern in die Oder. Ihr Einzugsgebiet beträgt 95,4 km².
Ab  Bělotín führt die Bahnstrecke Břeclav–Petrovice u Karviné entlang der Luha. Die Schnellstraße R 48 folgt zwischen Bělotín und Dub dem Lauf des Flusses.

## Hochwasser
Während der Starkregenfälle vom 24. Juni 2009 schwoll die Luha stark an. In Jeseník nad Odrou stieg der Pegel innerhalb einer Stunde auf zwei Meter. In dem überfluteten Dorf starben dabei vier Menschen, davon drei durch Ertrinken.

## Zuflüsse
- Hradečný potok (l), Nejdek
- Doubrava (r), Bělotín
- Bělotínský potok (l), Bělotín
- Račí potok (r), unterhalb Bělotín
- Lučina (l), Polom
- Heřmanický potok (r), unterhalb Polom
- Lučický potok (l), bei Dub
- Vlčnovský potok (r), unterhalb Polouvsí